# Municipalità di Port Pirie
La municipalità di Port Pirie è una Local Government Area che si trova in Australia Meridionale. Essa si estende su una superficie di 1.761 chilometri quadrati e ha una popolazione di 18.076 abitanti. La sede del consiglio si trova a Port Pirie.